# Trận Villiers
Trận Villiers, còn gọi là Trận Champigny-Villiers, Trận Champigny hay Trận Đại đột vây từ Paris, diễn ra từ ngày 29 tháng 11 cho tới ngày 3 tháng 12 năm 1870 khi quân đội Phổ-Đức dưới sự chỉ huy của Thượng tướng Bộ binh Helmuth von Moltke vây hãm thủ đô Pháp quốc. Đây là nỗ lực lớn đầu tiên của quân lực Cộng hòa Pháp đồn trú tại Paris nhằm đục thủng vòng vây của liên quân Đức trong cuộc Chiến tranh Pháp-Phổ. Hai bên đánh nhau quyết liệt nhất vào các ngày 29 tháng 11 – khi mũi chủ công của quân Pháp bị bẻ gãy với thương vong ghê gớm – và 2 tháng 12, khi các đợt phản công mạnh mẽ của Đức gần như xé toạc đội hình đối phương. Kết thúc trận đánh, các tướng Pháp thấy không xong bèn rút quân trở vào nội đô và Paris tiếp tục chịu sự bao vây của quân Đức cho đến ngày 28 tháng 1 năm 1871.

## Bối cảnh
Cuộc Chiến tranh Pháp-Đức bùng nổ vào ngày 19 tháng 7 năm 1870 khi hoàng đế Pháp Napoléon III tuyên chiến với vương quốc Phổ. Dưới sự thống lĩnh của vua Wilhelm I cùng Thượng tướng Bộ binh Helmuth von Moltke, 3 tập đoàn quân Phổ-Đức tràn sang Pháp và liên tiếp đánh bại hai khối quân chủ lực của đối phương. Sau khi quân Đức thuộc các tập đoàn quân số 1 (Thượng tướng Bộ binh Karl Friedrich von Steinmetz chỉ huy) và 2 (Thân vương Friedrich Karl chỉ huy) thắng ba trận Borny-Colombey, Mars-la-Tour, Gravelotte và giam hãm Tập đoàn quân Rhine (Pháp) thuộc quyền Thống chế François Achille Bazaine trong quần thề pháo đài Metz ở mạn Lorraine, Moltke tách ba quân đoàn bộ binh và hai sư đoàn kỵ binh khỏi Tập đoàn quân số 2 để lập ra Tập đoàn quân Meuse dưới sự thống suất của Thái tử Albert của Sachsen - một đồng minh của Phổ trong Liên bang Bắc Đức. Cùng với khối quân này, Tập đoàn quân số 3 do Thái tử Phổ Friedrich Wilhelm thống lĩnh đã thanh toán Tập đoàn quân Châlons dưới quyền Napoléon III và Thống chế Patrice de Mac-Mahon trong trận Sedan ngày 1 tháng 9. Tập đoàn quân Châlons chính thức bị xóa sổ vào ngày hôm sau khi Napoléon, MacMahon cùng toàn bộ 83.000 tàn binh được thêm vào danh sách tù binh của Đức. Bất mãn với nền cai trị của Đệ nhị Đế chế, dân Paris làm chính biến lật đổ nhà Bonaparte và thành lập Chính phủ Vệ quốc – chính phủ đầu tiên của chế độ Đệ tam Cộng hòa vào ngày 4 tháng 9. Trái với hy vọng của người Đức rằng đại thắng Sedan sẽ dứt điểm cuộc chiến, chính quyền mới Pháp tuyên bố quyết "không nhượng một tấc đất của đất nước, một viên gạch của pháo đài" cho phe thắng trận.
Từ Sedan, Moltke kéo quân tới Paris và bủa vây thành phố vào ngày 19 tháng 9. Tại Châtillon-sous-Bagneux cùng ngày, đồn binh Paris cố ngăn chặn bước tiến của quân Đức nhưng bị đánh cho tơi bời. Trong tháng tới, quân Pháp tiến hành một số cuộc phá vây nhỏ tại Châtillon và Buzenval nhưng đều không thu được thắng lợi đáng kể. Ngày 27 tháng 10, tướng Carré de Bellemare lại xua quân tiến công Quân đoàn Vệ binh Phổ Tập đoàn quân Meuse trên mạn đông bắc Paris, khai mào trận Le Bourget lần thứ nhất. Quân Pháp chiếm được thị trấn Le Bourget, nhưng chỉ 3 ngày sau thì Albert tiến hành phản công quyết liệt và đoạt lại Le Bourget. Đa số quân Pháp chốt giữ thị trấn đều bị tiêu diệt. Cũng vào ngày 30 tháng 10, thị dân Paris chính thức nhận tin Metz đã thất thủ ngày 27 tháng 10 và toàn bộ 173.000 binh tướng của Tập đoàn quân Rhine đã bị bắt làm tù binh. Các tin thất trận tại Le Bourget và Metz đã nhấn chìm Paris trong bầu không khí khủng hoảng. Dưới áp lực nặng nề của xã hội, quốc trưởng Louis-Jules Trochu sai tướng August-Alexandre Ducrot đem 80.000 quân đánh xuống phía nam nhằm phối hợp với mũi thọc từ Orléans lên mạn bắc của Tập đoàn quân Loire – một đội quân khổng lồ vừa được thành lập đã đánh bại Quân đoàn I Bayern trong trận Coulmiers và chiếm lại Orléans hồi đầu tháng 11 – đồng thời sách nhiễu hậu cần tiếp tế của quân Đức. 
Theo kế hoạch cụ thể của Ducrot, sau khi bắc cầu phao vượt sông Marne tại Joinville, Neuilly và Brie cuối ngày 28 tháng 11, quân Pháp vào ngày 29 sẽ đánh đuổi Sư đoàn Württemberg (Tập đoàn quân Meuse) do tướng Phổ Hugo von Obernitz chỉ huy khỏi Champigny và Villiers rồi đặt mình lên tuyến liên lạc trực tiếp giữa đại bản doanh Đức tại Versailles phía tây Paris đến Lagny ở phía đông thành phố, nơi có ga đầu mối của một trong ba tuyến đường sắt chính giữa Pháp và Đức. Nếu thắng lợi, đòn đột vây của Ducrot sẽ phá hỏng kế hoạch pháo kích Paris của Thủ tướng Liên bang Bắc Đức Otto von Bismarck, đồng thời đẩy mọi đơn vị quân Phổ phía tây và nam Paris vào tình cảnh đói ăn và thiếu đạn dược. Không những thế, một khi làm chủ được các cao điểm St. Maur, Avron và một bàn đạp quan trọng tại rừng Bois de Vicennes, đồn binh Paris sẽ mở được cửa cửa đột phá xuống phía đông nam và hội quân với Tập đoàn quân Loire. Tuy nhiên, cơ hội hình thành yếu tố bất ngờ của Ducrot rất mong manh do từ nhiều ngày trước đó Moltke đã ban bố tình trạng báo động cho lực lượng vây hãm Paris và sai Thái tử xứ Sachsen tức tốc đổ hàng ngàn quân dự bị vào cứ địa Brie-Villiers-Champigny nhằm đề phòng tình huống cần thiết.

## Trận đánh
Trái với dự định của Ducrot, công binh Pháp đã tính sai độ sâu và lưu tốc sông Marne, và không thể đưa được cầu phao vào vị trí trong đêm ngày 28. Điều này buộc các tướng Pháp phải hạ lệnh gác lại cuộc tấn công trong vòng 24 giờ đồng hồ. Nhưng lúc này đã quá trễ để trì hoãn việc hình thành hàng loạt khẩu đội pháo trên cao nguyên d'Avron trong tầm nhìn toàn diện của người Đức, cũng như để che giấu việc tập kết một lực lượng lớn binh lính và đại bác Pháp dưới chân tường thành Paris và để ngăn cản tướng Joseph Vinoy mở một mũi tấn công phụ đánh Choisy-le-Roi và L'Hay nhằm hãm chặn quân Đức từ phía tây chi viện cho Sư đoàn Württemberg. Quân Đức đập tan các đợt tấn kích của Vinoy và 1.300 quân của ông bị loại khỏi vòng chiến, trong đó 1.000 người tử trận hay bị thương và 300 người lọt vào danh sách tù binh của Đức.  Cũng trong ngày hôm đó, quân Vệ binh cơ động Pháp (Garde Mobiles) tiến đánh vùng ngoại ô phía tây Paris với mục đích ép Đức phải chia quân từ Villiers và Champigny sang đối phương, nhưng do lính vệ binh cơ động không mặc quần đỏ như bộ binh chính quy nên quân Württemberg hiểu rằng đây không phải là mũi chủ công của quân Pháp và phớt lờ đòn mồi nhử này.

### Quân Pháp tổng tấn công

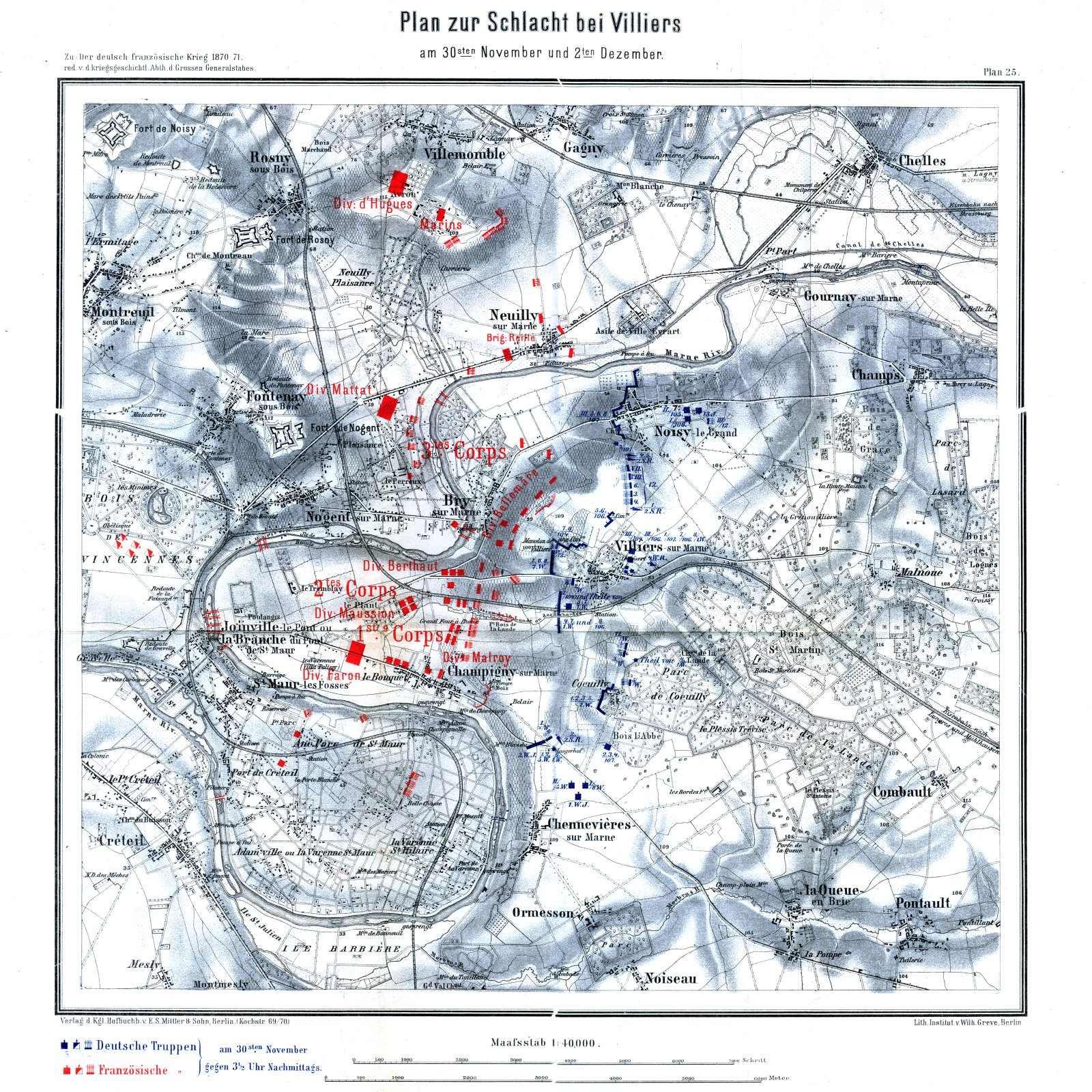
Bản đồ trận chiến Villiers.

Sang ngày 30 thì quân Pháp cuối cùng đã bắc được các cầu phao qua sông Marne. Để đảo bảm thắng lợi cho mình, Ducrot lại tổ chức thêm một số cuộc tấn kích phụ trước khi phát động mũi chủ công. Ông huy động một sư đoàn đánh xuống khu vực giữa sông Seine với Marne, đánh chiếm cao điểm Mont Mesly và làng Bonneuil từ tay một lực lượng mỏng của Württemberg. Sau khi tập trung đủ lực lượng, bộ binh Württemberg dưới sự yểm trợ của pháo binh đã xông lên phản công và đánh đuổi quân Pháp về vị trí ban đầu. Bên kia thành phố, một đơn vị thủy quân lục chiến Pháp đã tiến ra từ St. Denis dưới làn mưa đạn pháo binh Đức, đánh chiếm làng Épinay-sur-Seine và giữ được làng này trong cả ngày hôm ấy. Các mũi tấn công thứ yếu này, cùng với một mũi thứ 3 do quân cánh trái của Ducrot tiến hành nhằm vào Neuilly-sur-Marne, đã phần nào kìm chân được quân tiếp viện Đức từ các nơi khác đến Villiers và tạo điều kiện cho Ducrot thực thi kế hoạch chính của mình. Mặc dù phía Pháp nắm ưu thế lớn về quân số, kinh nghiệm từ cuộc thảm bại tại Châtillon đã cho Ducrot thấy rằng chất lượng chiến đấu của binh lính dưới quyền ông rất kém. Do đó, ông quyết định không bày binh theo những đội hình mở mà quân Phổ đã áp dụng rất thành công trong trận Le Bourget vì sợ rằng làm thế sẽ khiến cho đội quân của ông trở nên hỗn loạn và khó kiểm soát.

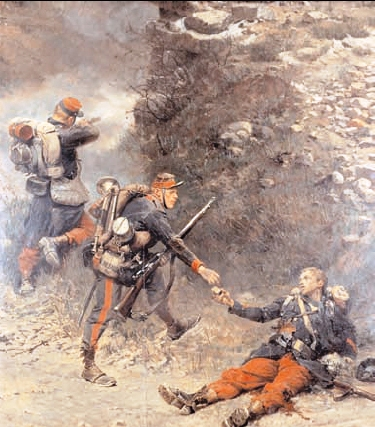
Le fond de la Giberne (1882), họa phẩm của Alphonse de Neuville mô tả cảnh một lính bộ binh Pháp hấp hối trao những viên đạn cuối cùng cho đồng đội.

Dưới sự yểm hộ của các dàn đại bác trên đảo St. Maur và pháo đài Nogent, các đội hình dày đặc của 2 quân đoàn Pháp ồ ạt xông vào phòng tuyến mỏng yếu của Sư đoàn Württemberg giữa Brie và Champigny. Các hỏa điểm pháo binh Phổ đã bị đại bác Pháp làm cho câm tịt và cả hai thị trấn đều nhanh chóng thất thủ trong buổi sáng. Sau đó, quân Pháp leo dốc lên cao nguyên Villiers và bắt đầu vấp phải sự chống cự mãnh liệt của quân Đức. Quân Württemberg và quân Sachsen đã thiết lập các trung tâm đề kháng vững chắc trong sân vườn của hai lâu đài Coeucilly và Villiers, nơi họ ẩn nấp kỹ đến mức mà không một lượng hỏa lực nào của pháo binh Pháp có thể ép họ bỏ cuộc. Từ đằng sau những bức tường đá của hai lâu đài, họ đồng loạt khai hỏa bắn xối xả vào các khối quân địch. Quân Pháp xung phong 3 lần với khí thế hết sức dũng mãnh, khẳng định tinh thần furia francese (cơn giận Pháp) vẫn chưa chết đi hẳn sau hàng loạt thất bại trong cuộc chiến. Nhưng quân Đức bẻ gãy được cả ba đợt tấn công này và thây lính áo xanh, quần đỏ nằm la liệt trên khắp chiến địa, trong đó xác nào cũng nằm cách Coeucilly cùng lắm là 137.16 m. Trong các đơn vị Pháp tấn công Coeucilly, chỉ riêng Trung đoàn 42 đã chịu thương vong đến 1 đại tá và 400 binh lính. Tình hình cũng diễn ra tương tự ở Villiers, nơi lính bộ binh Bắc Phi Zouave của Pháp tiến công liên tục với quyết tâm rửa sạch mối nhục bại trận ở Châtillon nhưng bị hỏa lực cực mạnh của Đức đẩy lui với thiệt hại hết sức ghê gớm. Trong khuôn viên lâu đài Villiers, một số đơn vị Württemberg đã kéo các khẩu mitrailleuse (một tiền thân của súng máy) mà họ thu được đến cách phe tấn công 274 m rồi xả đạn dồn dập và xé toạc Trung đoàn 136 Pháp thành từng mảnh đẫm máu. Sau đó, quân Württemberg phản kích mạnh mẽ và đè bẹp hoàn toàn Trung đoàn 136. Một sĩ quan Pháp bị bắt tại Villiers đã bày tỏ nỗi khiếp sợ của lính mình đối với quân Đức: "Họ reo hò ầm ĩ, họ tràn tới như tuyết lở và bỗng chốc mọi thứ đều kết thúc". 
Đằng sau mặt trận, Ducrot ngồi bạch mã quan sát cuộc chiến đấu và không ngừng thôi thúc những người bỏ cuộc trở lại tiến công. Từ trước trận đánh, do hiểu rằng cao nguyên Villiers khó thể bị chiếm lĩnh bằng các cuộc xung phong trực diện nên Ducrot đã lên kế hoạch cho tướng d'Exéa đem Quân đoàn III thực hiện một cuộc hành quân bọc sườn lớn. Kế hoạch đó yêu cầu Quân đoàn III băng qua sông Marne tại Neuilly rồi chiếm lấy Noisy-le-Grand và tiến đánh Villiers từ mạn đông bắc. Nhưng do thiếu cầu phao nên Quân đoàn III vượt sông với tiến độ rất chậm chạp và Ducrot quan sát quân cánh trái của mình suốt cả buổi sáng mà vẫn không hề thấy quân d'Exea đâu. Phải đến giữa ngày 30 thì quân chủ lực Quân đoàn III mới băng qua được sông Marne. Mừng rỡ, Ducrot phái một toán kỵ binh đến gặp d'Exéa và thúc giục ông này chiếm nhanh Noisy-le-Grand để thay đổi cục diện trận chiến, nhưng toán kỵ binh chưa kịp đi thì đã bị vấp phải hỏa lực của một đơn vị Sachsen đang trên đường tiếp viện cho chiến trường Villiers. Thấy vậy, Ducrot lập tức ra lệnh cho quân sĩ xung quanh mình nằm rạp xuống và ngắm nhưng chưa bắn ngay; phải đến khi quân Đức nằm trong tầm bắn thẳng thì quân Pháp mới xả súng tới tấp. Bản thân Ducrot cũng tuốt gươm đâm chết một binh sĩ Đức. Cuộc giao chiến kết thúc khi quân Sachsen cắm đầu cắm cổ chạy khỏi trận địa.
Sau khi đặt chân lên bờ trái sông Marne, sư đoàn de Bellemare của d'Exea bắt đầu tiến dần khỏi đầu cầu của mình; nhưng, thay vì di chuyển tới Noisy-le-Grand theo nhiệm vụ mà Ducrot giao phó, họ lại tiến chếch sang Brie là nơi quân Pháp đã chiếm được trong buổi sáng. Thành thử, khi tiến vào Brie, họ trở nên chen chúc lộn xộn với các đơn vị Pháp trấn thủ thị trấn và làm cho Brie bị kẹt cứng trong hỗn loạn. Vào thời điểm 15h, kế hoạch đánh bọc hông Villiers của Ducrot đã hoàn toàn phá sản. Trong khi ấy, quân Pháp tiếp tục mở hàng loạt đợt tấn công trực diện vào Villiers và Coeucilly nhưng vẫn không thể nào phá được phòng tuyến của quân Đức. Từ hướng nam, quân Đức sau đó đã tung nhiều đòn phản công khốc liệt buộc quân Pháp hớt hải chạy ra rìa cao nguyên; và, khi màn đêm buông xuống, Ducrot hiểu rằng cuộc Đại Đột vây đã thất bại nhưng ông quyết không rút quân qua sông Marne vì sợ dân tình nổi loạn thêm một lần nữa. Quân ông được lệnh bám giữ Brie, Champigny và phần rìa cao nguyên Villiers chứ không tiếp tục tiến công vào ngày hôm sau. Theo ước tính của Ducrot, trận đánh ngày 29 kết thúc với 5.236 quân Pháp tử trận hoặc tàn phế (trong đó 4.000 thương vong quanh Villiers và Coeucilly) còn phía Đức chỉ chịu hao tổn 2.091 người. Trong số những tổn thất lớn về đội ngũ chỉ huy của Pháp có thể kể đến lão tướng Renault, Tư lệnh Quân đoàn II và là người đã vào sinh ra tử cùng quân lực Pháp hơn nửa thế kỷ. Ông này bị thương lần thứ 54 trong trận Villiers, phải cắt bỏ một chân của mình và qua đời sau 4 ngày nằm mê sảng chửi bới Trochu. Một lữ đoàn trưởng của Pháp là La Charrière cũng mất mạng sau 3 lần trúng đạn trong chiến đấu. Thêm vào đó, đại tá Franchetti – viên chỉ huy kỵ binh dũng mãnh nhất trong quân đội Ducrot đã bị trúng đạn trái phá của Đức và hô to trước lúc chết: "Theo bước tôi, hỡi các bạn! Việc rất khó, nhưng chúng ta sẽ thành công thôi. Pháp quốc muôn năm!". Chưa hết, một tay chân thân tín của Ducrot là đại úy Neverlée, người từng nói với các đồng cấp rằng ông không thể sống được qua buổi sáng ngày 29, cũng thiệt mạng khi đang xông lên đánh Villiers. Bản thân Ducrot lẫn Trochu đểu nhiều lần suýt mất mạng và một con ngựa cưỡi của Ducrot đã bị bắn gục khi ông ta đang xông xáo giữa trận tuyến.

### Quân Đức tổng phản công
Mặc dù thất bại nhưng các đợt tấn công của quân Pháp ngày 30 tháng 11 năm 1870 đã gây nhiều hoang mang cho Bộ Tổng tư lệnh Đức tại Versailles. Không hài lòng với Thái tử Albert của Sachsen vì ông này tiếp viện chậm trễ cho Sư đoàn Württemberg, Moltke sai Trung tướng Leonhard Graf von Blumenthal – Tham mưu trưởng Tập đoàn quân số 3 đem gấp Quân đoàn II và một lữ đoàn thuộc Quân đoàn VI vào mặt trận Champigny-Villiers để ổn định tình hình. Bước sang ngày hôm sau, Moltke truất quyền chỉ huy trực tiếp các hoạt động quân sự giữa hai sông Seine và Marne khỏi tay Albert và trao quyền này cho Tư lệnh Quân đoàn II - Thượng tướng Bộ binh Eduard von Fransecky. Không có một cuộc giao chiến nào diễn ra trong ngày 1 tháng 12 do hai bên tiến hành ngừng bắn để chôn cất tử sĩ và chỉnh đốn lực lượng. Trong khi quân Pháp dốc sức xây dựng hệ thống phòng thủ tại những nơi họ chiếm giữ vào hôm trước, Fransecky chủ trương không phản công vì các tuyến phòng thủ chính của Đức còn nguyên vẹn và ngay nếu quân Đức có giành lại Brie, Champigny thì họ cũng khó thể giữ được hai làng lâu.
Nhưng cũng như trong trận Le Bourget hồi cuối tháng 10, Albert nhất quyết chiếm lại các vị trí đã mất và quân Đức bất ngờ phản công trên khắp mặt trận Brie-Villiers-Champigny vào rạng sáng ngày 2 tháng 12. Dưới sự quan sát trực tiếp của Thái tử Sachsen, quân Đức nhanh chóng đánh bật quân Pháp khỏi Champigny và suýt bẻ gãy được phòng tuyến quân Pháp ở các ngọn đồi phía trên. Do người Pháp đã rút đại bác khỏi bán đảo St. Maur và sương mù che khuất tầm nhìn của pháo binh Pháp ở các địa điểm khác, trận đánh diễn tiến thành một cuộc tranh đấu giữa bộ binh với bộ binh. Sau khi Trochu và Ducrot ngăn được làn sóng tháo chạy của Vệ binh Cơ động Pháp, lực lượng này đã bám trụ lại và chiến đấu rất dũng cảm. Giống như kẻ thù của họ hai ngày trước đó, quân Đức không thể lấn thêm một tấc đất nào trước hỏa lực súng trường dày đặc của quân Pháp. Chưa hết, ngay sau khi sương mù tan biến, pháo Pháp trên cao nguyên St. Avron khai hỏa oanh tạc đội hình quân Đức và tạo điều kiện cho bộ binh Pháp mở nhiều đợt phản công mạnh mẽ. Quân hai bên đánh nhau suốt cả một ngày mà không bên nào giành được thế thượng phong đáng kể; và, khi màn đêm buông xuống, cả quân Đức lẫn Pháp đều mệt mỏi rã rời.
Lo âu trước tình trạng bơ phờ của quân mình, Albert trình lên Bộ Tổng tư lệnh một bản báo cáo bi quan đến nỗi Moltke lập tức lên kế hoạch sơ bộ phòng khi quân Pháp tiếp tục tiến công vào ngày hôm sau. Tuy nhiên, Ducrot không hề có ý định đó vì ông hiểu rằng quân ông không còn khả năng chịu đựng thêm nữa. Trong khi hầu hết quân Đức đều có chăn để dắp và có củi để sưởng ấm giữa đêm mùa đông lạnh giá, quân Pháp ngủ ngoài trời trong suốt 3 đêm liền trong tình trạng đói khát và không có gì để ủ ấm. Khi đi thị sát toàn quân vào buổi sáng ngày 4 tháng 12, Ducrot thấy lính mình "nằm co trên băng giá, kiệt sức và run rẩy, bị sự mệt mỏi, đau đớn và cái đói làm suy nhược thể xác và tinh thần". Không còn cách nào khác, Ducrot quyết định từ bỏ trận địa và rút toàn bộ lực lượng vào Paris.

## Kết cuộc
Trận Đại Đột vây từ Paris chấm dứt với thất bại nặng nề của quân lực Pháp. Theo thống kê của Julius von Pflugk-Harttung, một sử gia Đức thời cuối thế kỷ 19 – đầu thế kỷ 20, thương vong của quân đội Phổ-Đức trong trận này bao gồm 156 sĩ quan và 3.373 binh lính. Mặc dù Pflugk-Harttung công bố phía Pháp tổn thất 9.477 quân nhân, sử gia Hoa Kỳ thế kỷ 21 là Geoffrey Wawro cho biết 12.000 quân Pháp bỏ mạng, bị thương hay bị bắt trong 3 ngày đánh nhau dữ dội. Đêm ngày 4 tháng 12 năm 1870, Ducrot thúc giục Bộ trưởng Ngoại giao Jules Favre tiến hành đàm phán hòa bình với Đức. Sang hôm sau, Trochu nhận được một bức thư mang lời lẽ nhã nhặn từ Moltke, trong đó tướng Phổ thông báo Tập đoàn quân số 2 của Thân vương Friedrich Karl đã phá được Tập đoàn quân Loire và giành lại Orléans. Moltke còn gợi ý Trochu cử một sĩ quan đến Orléans để xác nhận thông tin này là sự thật. Như vậy, kế hoạch hội quân giữa Tập đoàn quân Loire và đồn binh Paris đã bị phá sản hoàn toàn. 